# Diplotaxis frondicola
Diplotaxis frondicola är en skalbaggsart som beskrevs av Thomas Say 1825. Diplotaxis frondicola ingår i släktet Diplotaxis och familjen Melolonthidae. Inga underarter finns listade i Catalogue of Life.